# Caspar Lee
Caspar Richard Lee né le 24 avril 1994 est un blogueur, YouTubeur, podcasteur et acteur britannique,. Il est principalement connu de par sa chaîne YouTube. En mai 2016, sa chaîne principal rassemble plus de six millions d'abonnés et sa seconde chaine morecaspar 1,8 million d'abonnés.

## Biographie
Caspar Lee est né le 24 avril 1994 à Londres, mais a grandi à Knysna en Afrique du Sud,.
En 2012, Caspar lance sa chaîne YouTube. Il fait partie de l'agence de talent Gleam Future,.
En décembre 2013, à la suite du succès de sa chaîne YouTube, il a fait son entrée dans le classement des « 12 web-entrepreneurs à surveiller » selon Yahoo! News.
Caspar a également fait partie du « YouTube Boyband », en faveur de l'organisation caritative Comic Relief, et a été présenté dans le quotidien The Guardian avec les autres membres du groupe,,.
En 2014, Caspar emménage dans un appartement à Londres avec son ami YouTuber, Joe Sugg,. Sa sœur, Theodora Lee, fait souvent des apparitions dans ses vidéos, et tient elle-même une chaîne YouTube. La même année, il participe à plusieurs webseries avec d'autres YouTubers anglophones populaires,,.
En septembre 2014, la principale chaîne Youtube de Caspar Lee compte plus de 3 millions d'abonnés et plus de 160 millions de vues, et atteint le rang de 185e chaîne la plus suivie; sa deuxième chaîne, "morecaspar" compte près d'un million d'abonnés et plus de 16 millions de vues,,.
En mars 2016, il publie une vidéo sur sa chaîne principale annonçant que lui et Joe Sugg déménagent pour vivre séparément. Malgré ce changement, les deux Youtubers se disent encore colocataires et restent meilleurs amis.
Peu de temps après, Caspar annonce la sortie de son autobiographie : Caspar Lee. Le début du livre est écrit par la mère de Caspar et raconte son enfance, tandis que la fin est rédigée par Caspar lui-même.